# Ángel Suquía Goicoechea
Angel Suquía Goicoechea (ur. 2 października 1916 w Zaldivia, zm. 13 lipca 2006 w San Sebastián), hiszpański duchowny katolicki, arcybiskup Santiago de Compostela i Madrytu, kardynał.

## Życiorys
Studiował w seminarium w Vitoria; przyjął tamże święcenia kapłańskie 7 lipca 1940. Kontynuował naukę w niemieckim opactwie Maria Laach oraz na Papieskim Uniwersytecie Gregoriańskim w Rzymie, gdzie obronił doktorat z teologii (1949). W latach 1940–1946 był duszpasterzem w diecezji Vitoria, szczególnie aktynie zajmował się problematyką młodzieży. Po studiach uzupełniających w Rzymie obok pracy duszpasterskiej był wykładowcą i rektorem (1955–1965) seminarium w Vitoria. Współpracował z innymi katolickimi instytucjami edukacyjnymi, a w 1954 został kanonikiem kapituły katedralnej w Vitoria.
17 maja 1966 został mianowany biskupem Almeria i odebrał sakrę biskupią 16 lipca 1966 z rąk arcybiskupa Antonio Riberiego (nuncjusza w Hiszpanii, późniejszego kardynała). W listopadzie 1969 przeszedł na stolicę biskupią Malaga, a w kwietniu 1973 został promowany na arcybiskupa Santiago de Compostela. Brał udział w wielu sesjach Światowego Synodu Biskupów w Watykanie. Od kwietnia 1983 był arcybiskupem Madrytu.
25 maja 1985 Jan Paweł II wyniósł go do godności kardynalskiej, nadając tytuł prezbitera Gran Madre di Dio. Kardynał Suquía Goicoechea kilkakrotnie reprezentował Jana Pawła II na uroczystościach religijnych i rocznicowych w charakterze specjalnego wysłannika lub legata, m.in. na Boliwariańskim Maryjnym Kongresie Eucharystycznym w Limie (maj 1988). W lipcu 1994 ze względu na osiągnięcie wieku emerytalnego został zwolniony z obowiązków arcybiskupa metropolity Madrytu (zastąpił go Antonio Maria Rouco Varela), a w październiku 1996 ukończył 80 lat i utracił prawo udziału w konklawe.